# Труді Ленг
Труді Ленг (англ. Trudie Lang) — британська лікар-інфекціоніст, яка працює професором глобальних досліджень охорони здоров'я в Оксфордському університеті. Вона спеціалізується на нарощуванні дослідницького потенціалу клінічних випробувань в умовах обмежених ресурсів, і допомогла організувати дослідження препарату бринцидофовір під час спалаху гарячки Ебола у 2014 році.

## Освіта та кар'єра
Труді Ленг розпочала свою кар'єру, працюючи у фармацевтичних компаніях, зокрема «Syntex Pharmaceuticals» і «GlaxoSmithKline». Пізніше вона працювала в Кенії керівником Центру клінічних досліджень Кіліфі в дослідницькій програмі «KEMRI-Wellcome Trust». Пізніше Ленг перейшла на кафедру медицини Наффілда Оксфордського університету, де працює професором дослідження глобальної охорони здоров'я в Центрі тропічної медицини та глобального здоров'я. У 2014 році вона отримала звання професора та є старшим науковим співробітником Коледжу Грін Темплтон.

## Дослідження
Робота Труді Ленг зосереджена на вдосконаленні клінічних досліджень у країнах з низьким і середнім рівнем доходу, включаючи навчання клінічних команд, посилення нормативних протоколів і спільне використання ресурсів. Зокрема, вона прагнула покращити дослідження клінічних досліджень у складних ситуаціях, таких як табори для біженців, стихійні лиха та переміщення населення. Вона очолювала програми навчання та розвитку потенціалу, включно з Палмером Масумбе Нетонго, щоб підтримати дослідження в рамках Африканської коаліції з епідемічних досліджень, потенціалу та навчання. У 2014 році Ленг допоміг організувати клінічне дослідження препарату бринцидофовір під час спалаху гарячки Ебола в Ліберії. Пізніше вона допомогла Всесвітній організації охорони здоров'я оцінити дизайн клінічних випробувань для лікування гарячки Ебола під час спалаху 2018 року.

### Клінічні дослідження під час спалаху гарячки Ебола у 2014 році
Ленг була однією із групи вчених з Оксфордського університету, які проводили клінічні дослідження терапевтичних засобів проти гарячки Ебола. Вона виступала проти рандомізованих контрольованих досліджень у цьому конкретному спалаху, стверджуючи, що ця модель не підходить, коли вже існує недовіра до систем охорони здоров'я та люди відчайдушно прагнуть отримати доступ до ліків. Натомість команда хотіла дати ліки всім хворим на гарячку Ебола та порівняти рівень виживаності до та після початку дослідження. Це було зустрінуто суперечливою позицією FDA США, однак після зустрічі з ВООЗ підхід команди було схвалено.
Ленг взяла на себе відповідальність за зв'язок з регуляторними органами та фармацевтичною компанією, щоб розпочати дослідження якомога швидше. Вона також поінформувала представників Білого дому США про хід клінічних досліджень під час спалаху гарячки Ебола. Зрештою, на організацію клінічного дослідження знадобилося менше ніж 4 місяців, порівняно із середніми 18 місяцями, які очікуються для такого роду досліджень.

## Професійна діяльність
Окрім своїх досліджень, Ленг консультувала уряд Великої Британії з різних сфер глобальної охорони здоров'я. У 2015 році вона надала докази спеціальному комітету з науки та технологій Палати громад щодо заходів Великої Британії проти гарячки Ебола. Вона підкреслила важливість готовності до проведення досліджень під час спалахів, що виникають, і важливість координації між дослідницькими групами. Вона також надала інформацію про унікальний процес регулювання та затвердження клінічних досліджень Еболи. Ленг надала експертну думку в багатьох засобах масової інформації на такі теми, як вірус Ебола, вірус Зіка, боротьба з епідемією, та SARS-CoV-2. Вона виступала за краще: протоколи клінічних досліджень, навчання дослідників, і координацію між дослідницькими групами, щоб бути краще підготовленими до майбутніх спалахів. Труді Ленг згадували як експерта, який допомагав інформувати британську громадськість під час епідемії коронавірусної хвороби у 2020 році. Вона також працювала з широким загалом, виступаючи з доповідями про малярію та нові захворювання, зокрема гарячки Зіка та Ебола.
Труді Ленг є директором «Global Health Network», цифрової платформи для дослідників глобальної охорони здоров'я.